# Heliand

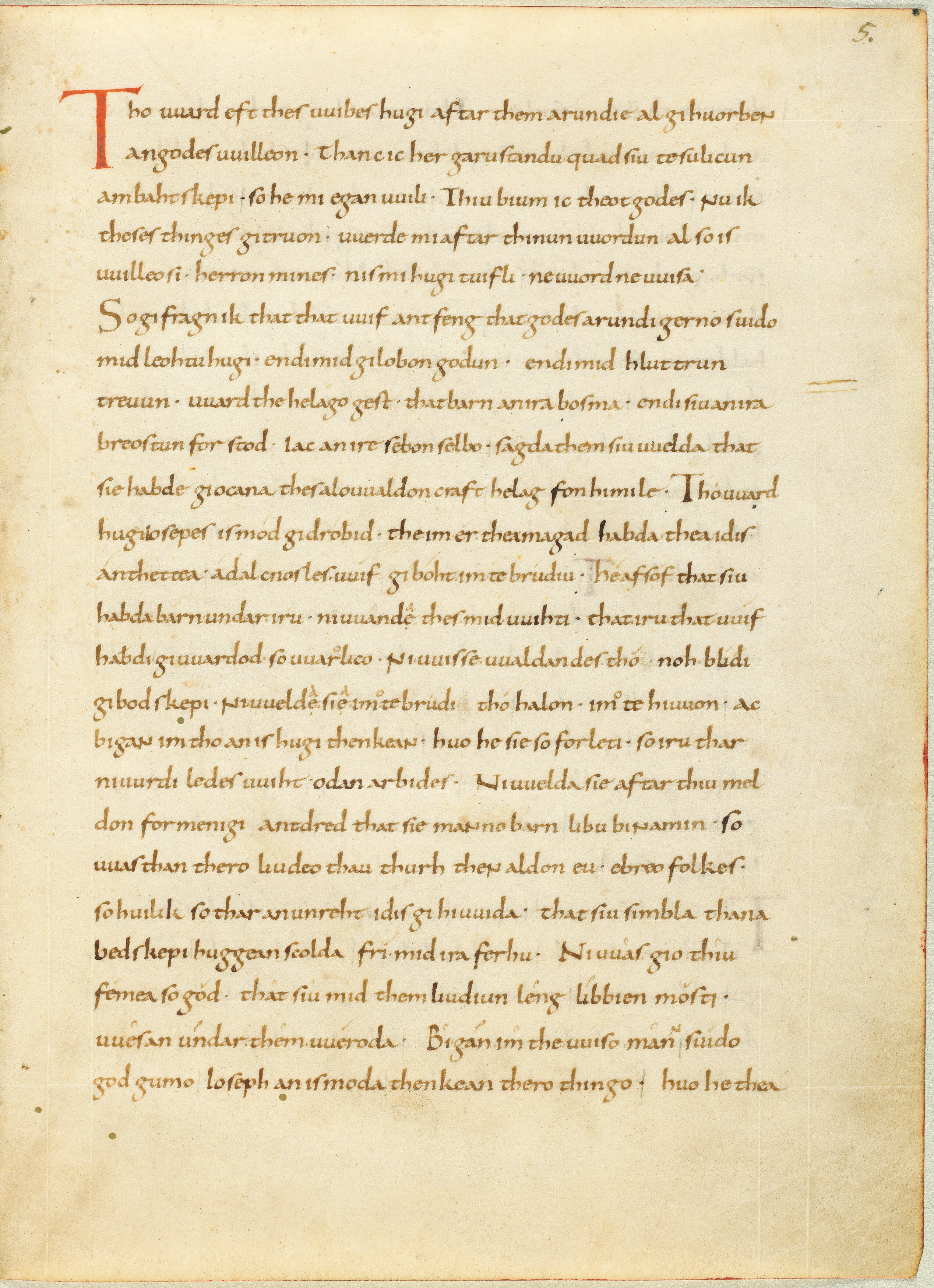
Seite aus der Münchner Handschrift (München, BSB, Cgm 25, fol. 5r)

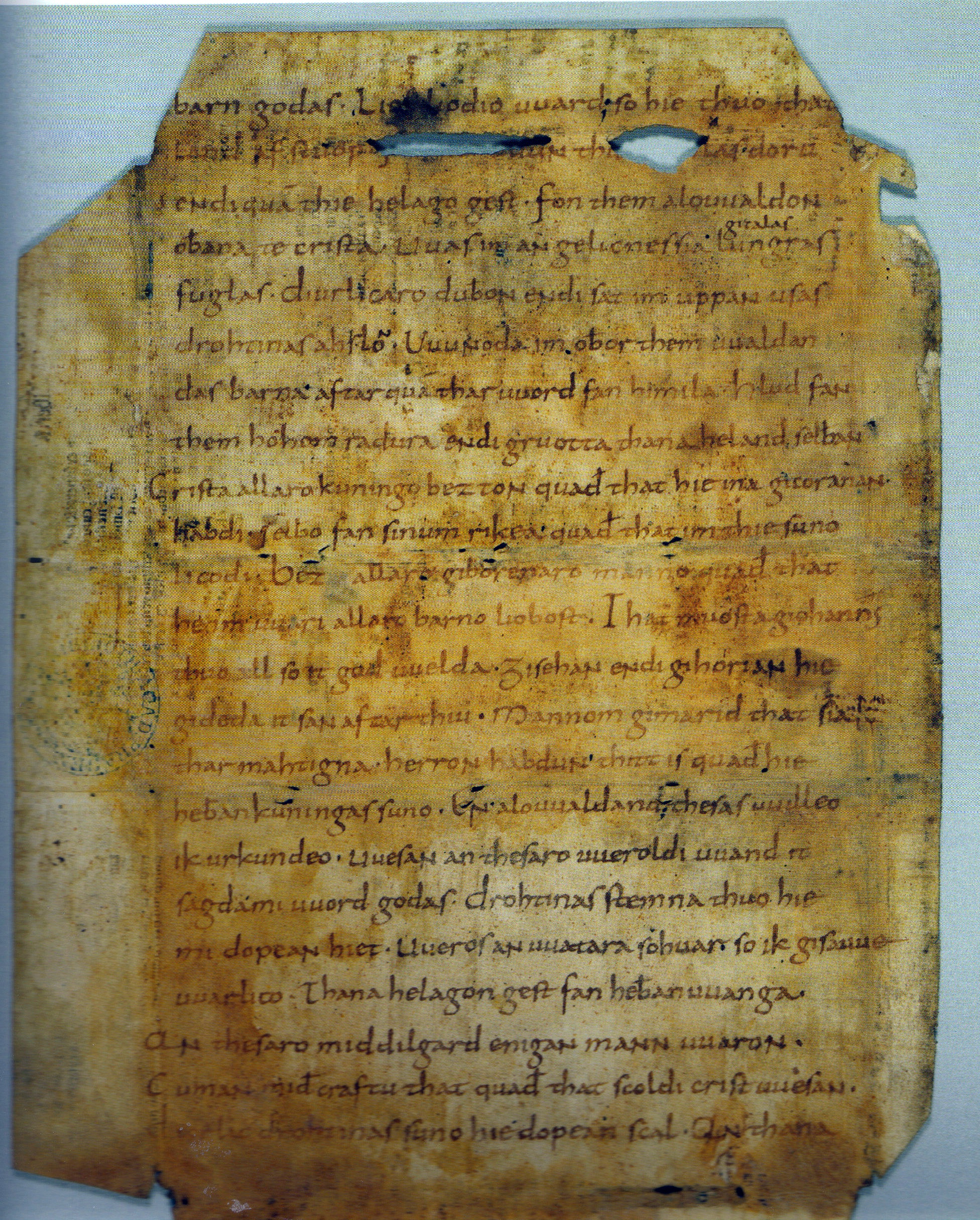
Berliner Fragment

Der Heliand ist ein frühmittelalterliches altsächsisches Großepos. In fast sechstausend (5983) stabreimenden Langzeilen wird das Leben Jesu Christi in der Form einer Evangelienharmonie nacherzählt. Den Titel Heliand erhielt das Werk von Johann Andreas Schmeller, der 1830 die erste wissenschaftliche Textausgabe veröffentlichte. Das Wort Heliand kommt im Text mehrfach vor (z. B. Vers 266) und wird als altniederdeutsche Lehnübertragung von lateinisch salvator („Erlöser“, „Heiland“) gewertet.
Das Epos ist nach dem Liber evangeliorum des Otfrid von Weißenburg das umfangreichste volkssprachige literarische Werk der Karolingerzeit und damit ein wichtiges Glied im Kontext der Entstehung der niederdeutschen Sprache, aber auch der deutschen Sprache und Literatur.
Um den niederdeutschen Lesern/Hörern der Evangeliendichtung ein intuitives Nachvollziehen und Verstehen des übertragenen Textes zu ermöglichen, reicherte der unbekannte Verfasser verschiedene Handlungselemente mit Bezügen zur frühmittelalterlichen sächsischen Lebenswelt an. Der Heliand wird daher oft als Musterbeispiel für Inkulturation angeführt.

## Entstehung

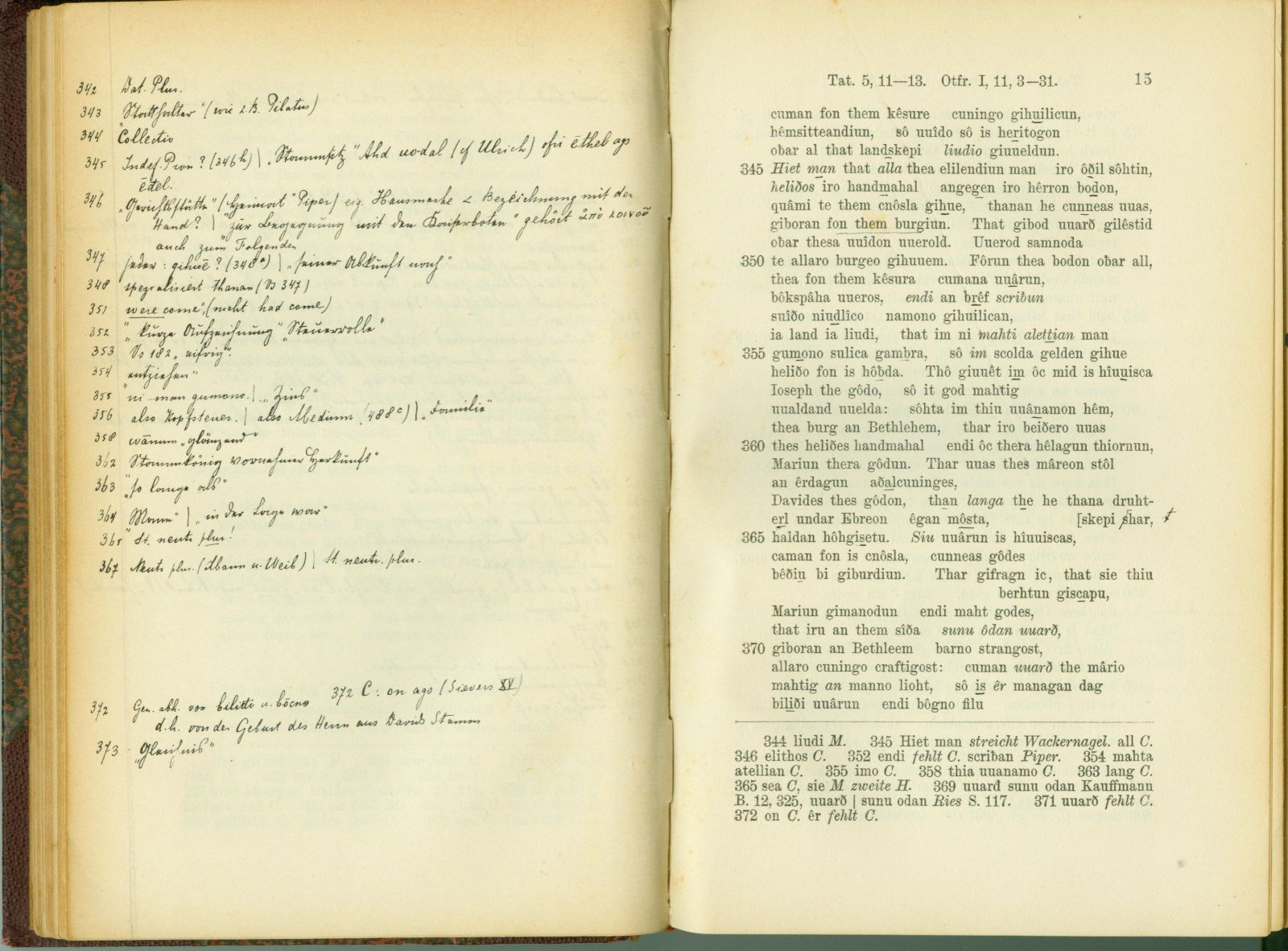
Otto Behaghels Textzusammenstellung

Die Zeit der Niederschrift ist die 1. Hälfte des 9. Jahrhunderts, einige Forscher datieren sie etwa auf das Jahr 830. Der altsächsische Text ist in karolingischen Minuskeln wiedergegeben. In der Schreibung mancher Buchstaben zeigen sich jedoch – je nach Handschrift mehr oder weniger deutlich – Einflüsse angelsächsischer Schreibtradition.
Neben dem Tatian benutzte der Helianddichter die Vulgata und verschiedene Evangelienkommentare. Die Auswahl der Texte und ihre poetische Überformung bestimmt das Textkonzept. Fraglich ist, inwiefern apokryphe Überlieferung Eingang in den Heliand gefunden hat.
Zur Lokalisierung existieren zwei maßgebliche Theorien: Ein geistesgeschichtlich orientierter Ansatz postuliert die Entstehung im Kloster Fulda, wohingegen gerade sprachwissenschaftliche und paläographische Analysen ergaben, dass es möglich erscheint, eine Entstehung im niederdeutschen Kloster Werden an der Ruhr anzunehmen.
Unklar ist ferner die soziale Stellung des Dichters. Die ältere Forschungsliteratur versuchte bis in die 1940er Jahre die Aussage im lateinischen Vorwort des Heliand zu belegen, ein „sangeskundiger“ Sachse sei mit der Abfassung beauftragt worden. Falls dies zutrifft, hätte der Dichter den Rang eines kontinentalgermanischen Skalden (scop). Neuere Forschungsansätze, die den theologischen und kulturhistorischen Gehalt der Evangeliendichtung herausstellen, sehen in dem Dichter jedoch einen geschulten Mönch.

## Handschriften und Fragmente
Erhalten ist das Werk in zwei fast vollständigen Handschriften und kleineren Fragmenten, die in der Heliand-Forschung meist nur mit ihren Siglen (im Folgenden fett), sonst meist ihren Signaturen zitiert werden:
- Die Münchener Handschrift M wird in der Bayerischen Staatsbibliothek in München aufbewahrt (Signatur: Cgm 25). Dorthin gelangte die Handschrift im Zuge der Säkularisation 1804 aus der Bamberger Dombibliothek. Die Handschrift wurde vermutlich von zwei Schreibern um 850 im Kloster Corvey niedergeschrieben. Die dialektale Färbung der Handschrift wird von Wolfgang Haubrichs als ostwestfälisch gedeutet. Der Text ist mit zahlreichen Initialen, Akzenten und Anmerkungen sowie Neumen aus dem 10. Jahrhundert für freien bzw. musikalischen Vortrag bearbeitet.

- Der Codex Cottonianus Caligula, kurz C, liegt in der British Library in London (Signatur: Cotton Caligula A. VII). Er stammt vermutlich aus der zweiten Hälfte des 10. Jahrhunderts und wurde in Südengland von einem Schreiber mit kontinentaler Herkunft niedergeschrieben. Die Sprache weist niederfränkischen Einfluss auf.
- Das Fragment S wird ebenso wie M in der Bayerischen Staatsbibliothek aufbewahrt (Signatur Cgm 8840). Es handelt sich hierbei um ein Textfragment, das an unbekanntem Ort um 850 verfasst worden ist. Die Pergamente fanden sich als Einband einer Schedelschen Weltchronik in der Bibliothek des Johannes-Turmair-Gymnasiums in Straubing. Die Sprache dieser Textversion weist starke nordseegermanische dialektale Einflüsse auf.

- P ist ein Textfragment, das 1888 in der Universitätsbibliothek Prag als Einbanddecke für ein im Jahr 1598 in Rostock gedrucktes Buch entdeckt wurde. Klement Gottwald schenkte das Fragment 1952 Wilhelm Pieck bei einem Staatsbesuch in der CSSR. Pieck übergab das Fragment 1956 an das Museum für Deutsche Geschichte. Es wird heute im Deutschen Historischen Museum in Berlin aufbewahrt (Signatur: R 56/2537).

- V aus der Apostolischen Bibliothek in der Vatikanstadt (Signatur: Pal. lat. 1447) ist ein Fragment aus einer astronomischen Sammelhandschrift des frühen 9. Jahrhunderts aus Mainz. Das Fragment (heute fol. 27r und 32v) enthält die Verse 1279–1358 (Auszüge aus der Bergpredigt).

- Im Frühjahr 2006 wurde ein weiteres Fragment L aus dem 9. Jahrhundert in der Bibliotheca Albertina in Leipzig entdeckt.[2]

Die Handschriften lassen sich zu zwei Gruppen ordnen: MS und PLC. Das Fragment V geht wahrscheinlich auf die Urschrift zurück. Das ebenfalls als Einband verwendete Leipziger Fragment L entstammt nach dem paläographischen Befund der gleichen Handschrift, aus der auch das Fragment P stammt und die Martin Luther in Leipzig benutzt hat.

## Leseprobe
Vers 4537–4549 aus dem Abendmahl (â, ê, î, ô, û sind Langvokale, đ ein stimmhaftes (ð), ƀ wie w mit beiden Lippen, uu wie englisches w):

| „Themu gi folgon sculun an sô huilike gardos, sô gi ina gangan gisehat, ia gi than themu hêrron, the thie hoƀos êgi, selƀon seggiad, that ik iu sende tharod te gigaruuuenne mîna gôma. Than tôgid he iu ên gôdlîc hûs, hôhan soleri, the is bihangen al fagarun fratahun. Thar gi frummien sculun uuerdscepi mînan. Thar bium ik uuiskumo selƀo mid mînun gesîđun." Thô uurđun sân aftar thiu thar te Hierusalem iungaron Kristes forđuuard an ferdi, fundun all sô he sprak uuordtêcan uuâr: ni uuas thes giuuand ênig.“ | „Diesem sollt ihr folgen an die Stätte, zu der er gehen wird. Geht dann zu dem Herren, dem der Hof gehört, und sagt ihm selbst, dass ich euch sende, mein Gastmahl zu richten. Dann wird er euch in ein herrliches Haus bringen, eine hohe Halle, die allüber behangen ist mit reichen Teppichen. Dort sollt ihr bereitet haben meine Bewirtung. Dorthin werde ich wohlweislich selbst kommen mit meinen Gefährten. So machten sie sich auf nach Jerusalem, die Jünger Christi, sofort auf die Reise und fanden alles so vor, wie er es erklärte, seine Worte waren wahr: niemals musste gezweifelt werden.“ |

## Sprachliche Merkmale
Versstil und Lexik entsprechen der germanisch-sächsischen Dichtungstradition. Inwieweit ein Einfluss der altenglischen Dichtung anzunehmen ist, bleibt aber weitgehend unklar. Der Heliand steht nicht in unmittelbarer Abhängigkeit zur angelsächsischen Dichtung. Die vorhandenen Parallelen zur altenglischen Geistlichenepik können durch die angelsächsische Mission begründet sein, aber möglicherweise auch durch ein niedersächsisch-angelsächsisches Kulturkontinuum.

### Metrik und Stil
Verskunst und Stil wurden vom Autor aus der angelsächsischen christlichen Epik übernommen und weitergebildet. Nach dem Germanisten Andreas Heusler war es das Werk eines „begnadeten Stilisten und größten Sprachmeisters unter den schreibenden Stabreimdichtern“. Der Heliand sei nicht der tastende Anfang einer altsächsischen Literatur, sondern der krönende Abschluss und höchste Reife der Kunst.
Stilistische Parallelen finden sich besonders in der angelsächsischen stabreimenden Geistlichenepik, dem Beowulf-Epos und in zeitlich vergleichbarer althochdeutscher Literatur, zum Beispiel im Muspilli. Ähnlichkeiten im Stil des Helianddichters mit der altenglischen Dichtung zeigen sich nicht nur in der verwendeten stabreimenden Langzeile, sondern auch in der Verwendung von appositional gefügten Beiwörtern und Syntagmen, den sogenannten Variationen:
sende tharod / te gigaruuuenne mîna gôma. Than tôgid he iu ên gôdlîc hûs, / hôhan soleri, the is bihangen al / fagarun fratahun.
(dass ich euch sende, mein Gastmahl zu richten. Dann wird er euch in ein herrliches Haus bringen, eine hohe Halle, die allüber behangen ist mit reichen Teppichen.)
Eine weitere Parallele zur altenglischen Dichtung sind Verse, die über die Versgrenze hinaus erst in der nächsten enden (sogenannter Hakenstil). Dadurch wird der Sinneinschnitt jeweils in die Versmitte zwischen An- und Abvers der Langzeile verlegt. Der Stabreim bleibt erhalten, er verteilt sich aber mitunter im gleichen Vers auf verschiedene Sätze:
Thô uurđun sân aftar thiu / thar te Hierusalem iungaron Kristes / forđuuard an ferdi, fundun all sô he sprak / uuordtêcan uuâr: ni uuas thes giuuand ênig.
(So machten sie sich auf nach Jerusalem, die Jünger Christi, sofort auf die Reise und fanden alles so vor, wie er es erklärte, seine Worte waren wahr: niemals musste gezweifelt werden.)
Ein weiteres Merkmal des altsächsischen Bibeldichtung, das im Heliand kultiviert wird, ist der Schwellvers. Das heißt, innerhalb einer Langzeile, die metrisch grundsätzlich füllungsfrei ist, können sehr viele prosodisch unmarkierte Silben akkumuliert werden, wodurch der durch den Stab gebundene Vers „aufschwillt“. Insgesamt zeichnet sich somit der Stil des Helianddichters durch epische Breite aus.
Thuomas gimâlda – uuas im githungan mann, / diurlîc drohtines thegan –: 'ne sculun uui im thia dâd lahan,' quathie
(Thomas sprach – er war ihm ein trefflicher Mann, ein teurer Diener seines Herrn –: wir sollten ihn nicht wegen dieser Tat tadeln)

### Lexik
Der Heliand weist klare altsächsische und teilweise althochdeutsche Eigenheiten in der Lexik auf. Charakteristisch für die nur bedingten angelsächsischen Ausstrahlungen im Heliand ist das Fehlen von Missionswörtern wie beispielsweise ōstarūn für Ostern. Der Verfasser verwendete den in der Kölner Kirchenprovinz – und somit auch das sächsische Gebiet umfassenden –  Begriff pāsche, altsächsisch pāske, für das Pessachfest. Daneben finden sich altsächsisch herro (Herr) oder das rheinländische, aus dem keltischen stammende Wort ley (Fels), die als fränkische Lehnwörter bezeichnet werden können, neben altenglischen Begriffen wie (ađal-) ordfrumo (Gott). Solche lexikalischen Befunde zeigen an, dass der Heliand als Frucht von innergermanischen Kulturkontakten im religiösen Zusammenhang gelten kann.

## Analogien zur germanischen Vorstellungswelt
Die Verratsszene im Garten Gethsemane (Vers 4824–4838 und 4865–4881):
| Die Gewappneten eilten, bis zu Christus sie kamen, die grimmen Juden, wo mit den Jüngern stand der mächtige Herr, des Schicksals harrend, der zielenden Zeit. Da trat ihm der untreue Judas entgegen, dem Gotteskinde, das Haupt neigend, dem Herrn grüßend, küsste den Fürsten, mit diesem Kuss ihn den Gewappneten weisend, wie er’s gesagt. Das trug in Gedulden der treue Herr, der Walter der Welt; das Wort nur wandt’er und fragte ihn frei: „Was kommst mit dem Volk du und leitest die Leute? Du hast mich den leidigen verkauft mit dem Kusse, dem Volke der Juden, verraten der Rotte“ […] | Da erboste mächtig der schnelle Degen Simon Petrus, wild walt der Mut ihm, kein Wort da sprach er, sovoll Harm ward sein Herz, als sie den Herrn hier zu greifen begehrten. Blitzschnell zog er das Schwert von der Seite und schlug und traf den vordersten Feind mit voller Kraft, dass Malchus ward durch der Schneide Schärfe an der rechten Seite versehrt mit dem Schwerte: am Gehör verhauen, das Haupt ward wund ihm, dass waffenblutig ihm Wangen und Ohr barst im Gebein und Blut entsprang aus der Wunde wallend. |

Der Heliand zeigt verschiedene Analogien zur karolingischen Exegesetradition. Er ist in seiner Grundintention durchweg christlich-biblisch. Die christliche Lehre wird nicht mit Rücksicht auf das sächsische Publikum unterdrückt. Allein die Bergpredigt mit ihren zentralen Aussagen nimmt ein Achtel des Gesamttextes ein. Andererseits sind Anpassungen an die germanischen Hörer und Leser festzustellen. Einige Passagen und Aussagen der Bibel stehen dem aus der frühen Heldendichtung bekannten germanischen Ethos entgegen, beispielsweise das Bild des auf dem Esel in Jerusalem einziehenden Jesus, seine Selbstentäußerung, die Tadelung der Ruhmsucht, die Verachtung des Reichtums, der Verzicht auf Rache, die Feindesliebe, die Verurteilung der Kampfeslust. Die Verleugnung des Petrus wäre nach germanischem Rechtsempfinden eine Schuld; der Helianddichter versucht deshalb den Treuebruch Petri zu rechtfertigen.
Der Verfasser übertrug daher die biblischen Personen in den Rahmen der sächsischen Gesellschaft analog der Ständeordnung; für Christus und seine Jünger wählte er bewusst das Gefolgschaftsverhältnis. Die biblischen Städte werden zu sächsischen Burgen, die Wüste Juda zum niederdeutschen Urwald. Die germanischen Züge des Heliand sind somit Anschauungsformen, die das Neue der christlichen Religion für den noch in heidnischer Tradition stehenden Germanen fassbar machten (Akkommodation).
Wo ein germanischer Tenor angenommen werden darf, bezieht sich dieser insbesondere auf folgende Bereiche.

### „Gefolgschaftsterminologie“
Die germanische Gesellschaft definiert sich durch Gefolgschaft. Ein dux oder comes bindet verschiedene Standespersonen zur Gefolgschaft (comitatus), indem er den Gefolgsmännern Schutz und Entlohnung bietet, diese ihn dafür jedoch militärisch und administrativ unterstützen. Dieser rechtliche Klientelverband bildete die Grundlage einer Stammesorganisation, wie sie die germanischen gentes – so auch die vorkarolingischen Sachsen – besessen hatten. Im Heliand spielt Gefolgschaft insofern eine Rolle, wie das Verhältnis von Christus zu den Jüngern als solche gelesen wird. Gerade die verwendeten Personenbezeichnungen scheinen diese Annahme zu untermauern. Christus wird als Himmelskönig und Herr, als Heerführer und erhabener Fürst bezeichnet, seine Jünger als Gefolgsleute, die mit ihm eine Genossenschaft bilden. Das Gefolgschaft bildende Treue- und Schwurverhältnis (treuva) nach germanischem Verständnis tritt latent hervor, und entgegen den Evangelien sind die meisten Jünger Christi von edler Geburt (adalboran). Nicht nur die sächsische Gesellschaft war durchdrungen von diesem Denken, sondern auch die seit 400 Jahren christianisierten Franken. Die Bindung an die Herkunft, die Sippe, wirkt in der frühmittelalterlichen germanisch geprägten Sphäre, ob noch heidnisch oder schon christianisiert, ungebrochen fort.

„Das ist des Degen Ruhm, dass er seinen Fürsten (Christus) fest zur Seite stehe und standhaft mit ihm sterbe. Stehen wir all bei ihm, folgen seiner Fahrt, lassen Freiheit und Leben uns wenig wert sein; wenn wir im Volk mit ihm erliegen, dem lieben Herrn, dann bleibt uns noch lange bei den Guten guter Nachruhm.“

Im Heliand werden Christus und seine Jünger als thiodan (Herrscher) und thegana (Krieger) tituliert, weil das Kriegertum und die damit dominierende Gefolgschaftsverhältnisse so tief im Empfinden verwurzelt war. Daneben bietet das Neue Testament vielfältig eine Bezeichnungstradition, die in Übersetzung auf etwaige Begriffe des Gefolgschaftswesen übertragen wurde, z. B. Κϋριος – dominus – drohtin.
Bezeichnungen für Jesus sind: folk drohtin, mundboro, landes ward. Für Herodes: folkkuning, thiodkuning, weroldkunig, folctogo, landes hirdi, boggebo (Ringgeber), medgebo (Herrscher). Für Pilatus: heritogo.

### Rechtsempfinden und Moralvorstellung
Die Bergpredigtszene mit Christus auf dem Königsstuhl als Richter, umringt von seinen Jüngern, wirkt wie ein germanisches Thing. Beim Einzug in Jerusalem reitet Jesus nicht auf einem Esel, sondern herrschaftlich auf einem Pferd – der Esel war für die noch in alter Tradition stehenden Menschen nicht vermittelbar. Ebenso fehlt die Szene, in der Christus dazu auffordert, bei einem Schlag auf die rechte Wange auch die linke hinzuhalten. Christus handelt nach den germanischen Sitten und erweist sich so dem germanischen Betrachter als integer. Seine Haltung zum Tod und zu seinen Verfolgern zeichnet ihn als Gefolgs- und Kriegsherr aus. Damit entspricht er dem Typus des germanischen Anführers in der nordischen Sagaliteratur. Der germanische Mensch, noch in heidnischer Tradition stehend, misst der Sitte in der Gemeinschaft einen höheren Rang zu als dem individuellen christlichen Glauben. Der Glaube an sich ist für den Germanen nicht greifbar, erst die Ersetzung durch den Begriff Sitte macht ihn erfassbar.
Bezeichnungen für gesellschaftliche Einrichtungen im Heliand sind: thing, thinghus, thingstedi, handmahal, heriskepi, manno meginkraft, mundburd.

### Schicksalsvorstellung
Die Darstellung Christi und dessen Ergebenheit in ein ihn obwaltendes Schicksal, das nicht abwendbar, allenfalls zu gestalten ist, deutet durch einen Bezug der Schicksalsvorstellung auf eine generelle das religiöse Empfinden berührende germanische Weltsicht hin. Das Schicksal (unter anderem als wurd bezeichnet) richtet über Götter und Menschen. Es ist die geheimnisvolle Macht, der selbst die Himmlischen unterworfen sind. Christus und seine Jünger vermögen ihm nicht zu entfliehen, ihr sittlicher Wert beruht darauf, wie sie dem Schicksal begegnen. Schicksalsvorstellungen setzen allerdings keinen Glauben im religiösen Sinn voraus. Tatsächlich ist über einen spezifisch sächsischen Schicksalsglauben nichts bekannt. Vergleichbare Begrifflichkeiten aus der Lexik der anderen zeitgenössischen germanischen Sprachen lassen nur bedingte Rückschlüsse zu, da in der Regel rein christliche Verwendungsmotive in den Vergleichsquellen zugrunde liegen. Ebenso ist der Begriff wurd vorsichtig zu interpretieren, da einige Vorkommen im Heliand nachweislich auf Verschreibungen beruhen oder auch schlicht im Sinne von „Tod“ zu erklären sind. Jedoch scheint im Heliand die Vorstellung eines überwaltenden Schicksals teilweise gegenüber dem Glauben an die Macht Gottes zu überwiegen, oder der christliche Glaube wird dem Schicksalsglauben gleichgesetzt.
Der Name für das wirkende Schicksal – wurd oder wewurt („Wehgeschick“) – tritt in der frühdeutschen Literatur neben dem Heliand nur noch im Hildebrandlied (Vers 47) entgegen. Weitere Begriffe für das Schicksal im Heliand sind Wortverbindungen wie wurdigiskapu (Schöpfung der Wurd; Vers 197, 512) und reyanogiskapu (Schöpfung ratender Mächte; Vers 2591 f. in Verbindung mit dem Weltende) oder methodogiskapu (Schöpfung der Messenden, Zumessenden; Vers 2190, 4827).
Durch die Benennung der im sächsischen Verständnis höchsten Schicksalsmacht als wurd führt die Schilderung der Auferweckung des jungen Mannes von Naïn in eine bewusste direkte Konfrontation zwischen Christentum und den tradierten paganen Sichtweisen (Vers 2210). In der Nacherzählung dieser Episode bei Tatian heißt es schlicht: „es war der einzige Sohn einer Witwe“. Dieselbe Szene wird im Heliand mit psychologischem Einfühlungsvermögen und mit einem Hinweis auf das mächtige Schicksal (metodogescapu) geschildert: Der Sohn war „Wonne und Wohlsein der Mutter, bis ihn Wurd nahm, das mächtige Schicksal“. Der Zwiespalt zwischen germanischer Lebensauffassung und christlicher Weltanschauung verschiebt sich langsam zum weicheren, sanfteren christlich geprägten Wortschatz des dem Heliand folgenden Jahrhunderts. Nach Johannes Rathofer wird in dieser Szene durch die verfasserische Darstellung der einst heidnische Begriff der Wurd in ein christliches „Koordinatensystem“ eingeordnet, da Christus durch die Auferweckung das alles überwaltende Schicksal besiegt.

### Begriffe aus der mythologischen Tradition
Altgermanische Begriffe, die wahrscheinlich dem mythologischen Umfeld des sächsischen Niederdeutschlands entspringen, sind beispielsweise die Begriffe: wihti (Dämonen), hellia (Hölle, germ. haljo Unterwelt, Totenreich, siehe Hel), idis zu altnordisch dīs(ir) beziehungsweise Dise.

### Textausgaben und Übersetzungen
- Otto Behaghel (Hrsg.), Burkhart Taeger (Bearb.): Heliand und Genesis (= Altdeutsche Textbibliothek. 4). 10. bearbeitete Auflage. Niemeyer, Tübingen 1996, ISBN 3-484-20003-0.
- Clemens Burchhardt (Hrsg.): Heliand. Die Verdener altsächsische Evangelium-Dichtung von 830 übertragen in das 21. Jahrhundert. Verlag und Druckerei Ernst Helbig, Verden 2007, ISBN 978-3-00-021184-3.
- Felix Genzmer (Übers.): Heliand und die Bruchstücke der Genesis. (= Universal-Bibliothek. Band 3324). Philipp Reclam jun., Stuttgart 1989, ISBN 3-15-003324-1. [Erstveröffentlichung der Übersetzung erfolgte 1955]
- Andreas Heusler: Der Heliand in Simrocks Übertragung und die Bruchstücke der altsächsischen Genesis. Leipzig 1921.
- Moritz Heyne: Heliand. Mit ausführlichem Glossar. Schöningh, Paderborn 1905.
- Eduard Sievers: Heliand. Titelauflage vermehrt um das Prager Fragment und die Vatikanischen Fragmente. Halle 1935 (Digitalisat).
- Karl Simrock: Heliand. Christi Leben und seine Lehre. Friederichs, Elberfeld 1856 (Digitalisat 2. Auflage 1866).
- Timothy Sodmann (Hrsg.): Heliand. Der altsächsische Text. De Oudsaksische tekst. Achterland, Vreden/Bredevoort 2012, ISBN 978-3-933377-16-6.
- Wilhelm Stapel: Der Heliand. Carl Hanser Verlag, München 1953, DNB 451938844.

### Sekundärliteratur
- Helmut de Boor: Geschichte der Deutschen Literatur. Band 1.9, überarbeitete Auflage von Herbert Kolb. München 1979, ISBN 3-406-06088-9.
- Wolfgang Haubrichs: Heliand und Altsächsische Genesis. In: Reallexikon der Germanischen Altertumskunde (RGA). 2. Auflage. Band 14, Walter de Gruyter, Berlin/New York 1999, ISBN 3-11-016423-X, S. 297–308.
- Wolfgang Haubrichs: Geschichte der Deutschen Literatur. Teil 1 (Hrsg.) Joachim Heinzle. Athenäum, Frankfurt/M. 1988, ISBN 3-610-08911-3.
- Dieter Kartschoke: Altdeutsche Bibeldichtung von Realien zur Literatur. In: Sammlung Metzler. Band 135. J.B. Metzlersche Verlagsbuchhandlung, Stuttgart 1975, ISBN 3-476-10135-5.
- Johannes Rathofer: Der Heliand. Theologischer Sinn als tektonische Form. Vorbereitung und Grundlegung der Interpretation (= Niederdeutsche Studien. 9). Köln/Graz 1962.
- Hans Ulrich Schmid: Ein neues ‚Heliand‘-Fragment aus der Universitätsbibliothek Leipzig. In: ZfdA. 135 (2006), ISSN 0044-2518, S. 309–323, JSTOR:20658399.
- Werner Taegert:  Der „Bamberger“ Heliand: Die Abschrift einer nach München abgeforderten „vorzüglichen Kostbarkeit“ der Domkapitelsbibliothek. In: Bamberg wird bayerisch. Die Säkularisation des Hochstifts Bamberg 1802/03. Handbuch zu der gleichnamigen Ausstellung. Hrsg. von Renate Baumgärtel-Fleischmann. Bamberg 2003, ISBN 3-9807730-3-5, S. 253–256, Kat.-Nr. 127.
- Jan de Vries: Heldenlied und Heldensage. Francke, Bern/München 1961, DNB 455325545.
- Jan de Vries: Die geistige Welt der Germanen. Darmstadt 1964.
- Roswitha Wisniewski: Deutsche Literatur vom achten bis elften Jahrhundert. Berlin 2003, ISBN 3-89693-328-0.